# Krzysztof Starnawski
Krzysztof Starnawski (né en 1968) est un plongeur et spéléologue polonais.
En 2003 il organise et participe à l'expédition qui trouve l'épave du paquebot allemand Goya coulé en 1945, c'est également en 2003 qu'il organise des expéditions au Mexique.
Début décembre 2011 il établit le record du monde de plongée en circuit fermé (i.e. avec recycleur) à 283 mètres. Il améliore ce record du monde dans le lac de Garde en Italie le 14 septembre 2018 où il atteint une profondeur de 303 m. 
Le 27 septembre 2016 il mesure la profondeur de la grotte à Hranická propast (en) en République Tchèque qui descend à 404 mètres ; c'est la grotte submergée la plus profonde du monde,. Il l'explore à l'aide d'un véhicule sous-marin téléguidé, le GRALmarine construit par Bartłomiej Grynda.
En plongée souterraine, il effectue l'exploration de plusieurs siphons et établit des records nationaux de profondeur atteinte en Albanie à Viroit cave(−278 m), Macédoine à Vrelo Cave (mk)(−230 m) et République tchèque (−265 m).